# Kerk van Over Hadsten
De Kerk van Over Hadsten (Over Hadsen Kirke) is een in het zuidelijke deel van de Deense plaats Hadsten gelegen kerkgebouw van de Deense Volkskerk. De kerk was vroeger een filiaalkerk van de kerk van Vitten en later, voor de bouw van de Sint-Pauluskerk in het begin van de 20e eeuw, de parochiekerk van Hadsten.

## Geschiedenis
De oude kerk van Hadsten uit circa 1200 werd in de tweede helft van de 19e eeuw vrijwel geheel herbouwd, zodat er tegenwoordig relatief weinig bewaard is gebleven van deze van granieten blokken gebouwde kleine kerk. In de late middeleeuwen werd een toren gebouwd, maar ten tijde van de herbouw bestond deze toren al niet meer. De kerk had een noordelijk en zuidelijk portaal. Het noordelijke portaal was een rijk granieten portaal met gebeeldhouwde figuren van fabeldieren, dat echter al in 1868 werd dichtgemetseld.
Bij de herbouw van de kerk werd de buitenste granieten muurschil verwijderd, terwijl de binnenmuren intact bleven en achter nieuwe, hogere muren van baksteen verdwenen. De ramen werden vervangen, het zuidelijke portaal verdween en er werd een toren met spits toegevoegd. De daken werden bedekt met leisteen. Door de herbouw verdwenen onder meer de in graniet gekerfde laatromaanse dierfiguren bij de noordelijke toegang. In plaats van het zuidelijke portaal werd de ruimte onder de toren nu het voorportaal van de kerk.

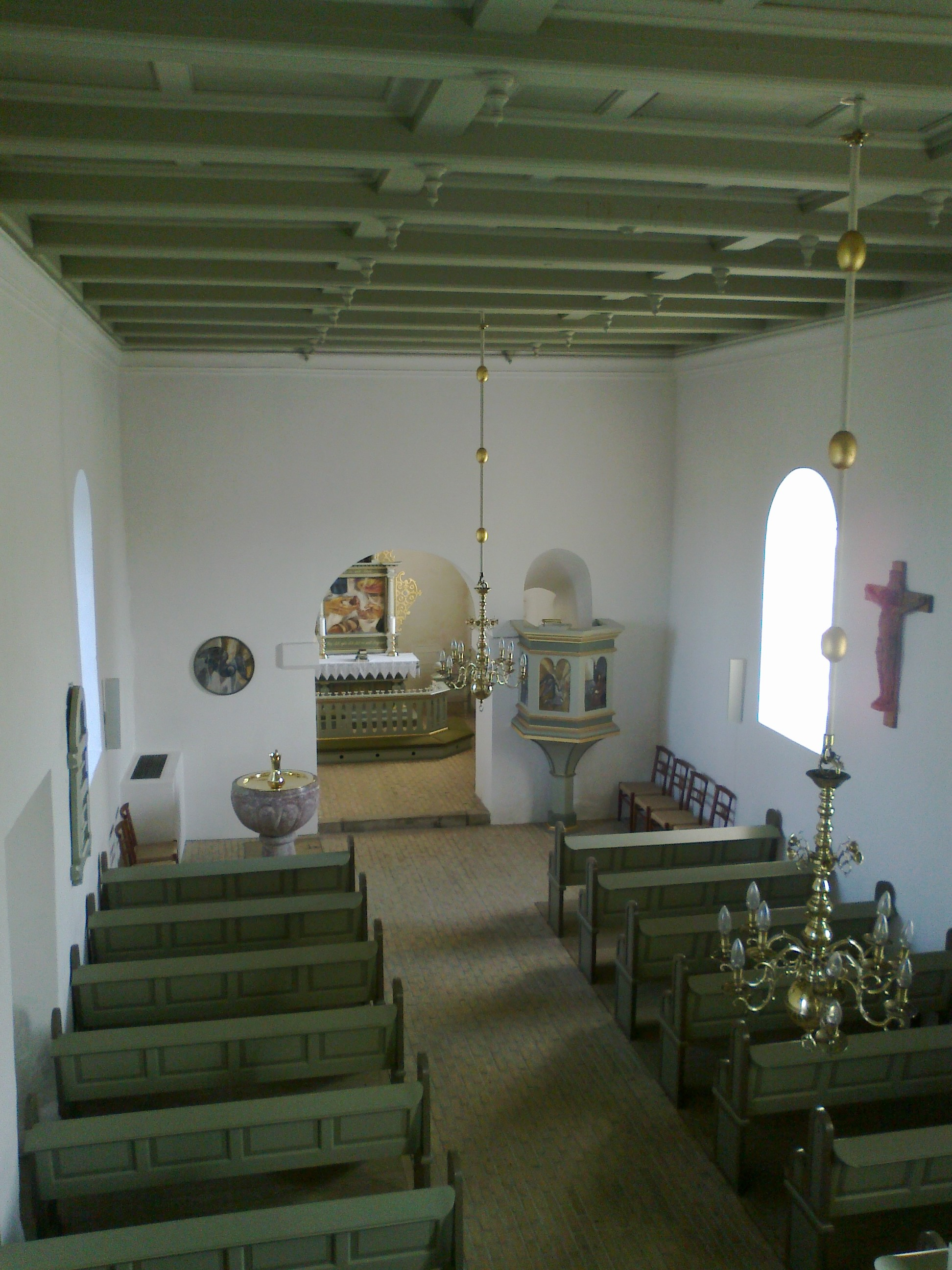
Overzicht interieur

Het kerkgebouw werd in de jaren  1976-1977 door architect Peter Thommesen uit Hadsten opnieuw gerenoveerd. Toen werden er een nieuwe stenen vloer gelegd en het kleurenschema van het in 1907 in donkere kleuren geschilderde houtwerk gewijzigd.

## Interieur
Het altaarstuk is een werk uit de renaissance uit circa 1600. Oorspronkelijk toonde het hoofdveld een schilderij van Jezus in de hof van Gethsemane en in een kleiner veld daarboven de Hemelvaart. Sinds 1872 verbleef dit altaarstuk in de kerk van Vitten. In plaats daarvan kreeg de kerk een eikenhouten altaar met een kopie van Thorvaldsen's Christusbeeld. Het oude altaar keerde in 1907 echter terug naar de kerk, maar nu werden er panelen met een opschrift in gouden letters op een zwarte achtergrond ingebracht. In 1949 werd het opschrift in het grote veld vervangen door een kopie van een schilderij van de Italiaanse barokschilder Carlo Dolci. Het toont de bespotting van Christus en hangt tegenwoordig aan de zuidelijke muur van de kerk. Het huidige altaarschilderij werd in het kader van de restauratie in 1976-1977 gemaakt door de schilder Bodil Kaalund. Het grote veld toont twee handen die een maaltijd delen en het kleine veld in de top een tros druiven. De kelk en de schaal werden in 1738 door graaf Christiaan Friis geschonken. De kandelaren worden gedateerd op 1625 tot 1650.
De preekstoel en kerkbanken stammen uit de 1873. De panelen in de velden van de kansel werden in 1976 met een roos en de annunciatie beschilderd door Bodil Kaalund.
Het doopvont van rood marmer is laatromaans. De doopschaal is van messing en dateert uit 1873, terwijl de doopkan uit 1978 stamt. Boven het doopvont is een rond schilderij aangebracht dat de duif van de Heilige Geest voorstelt.
De kerk kreeg in 1913 een orgel, dat in 1979 werd vervangen.